# 植村義信
植村 義信（うえむら よしのぶ、1935年1月5日 - 2023年5月30日）は、兵庫県芦屋市出身のプロ野球選手（投手）・コーチ・監督、解説者。
息子はフジテレビプロデューサーの植村義勝。

## 経歴

### プロ入りまで

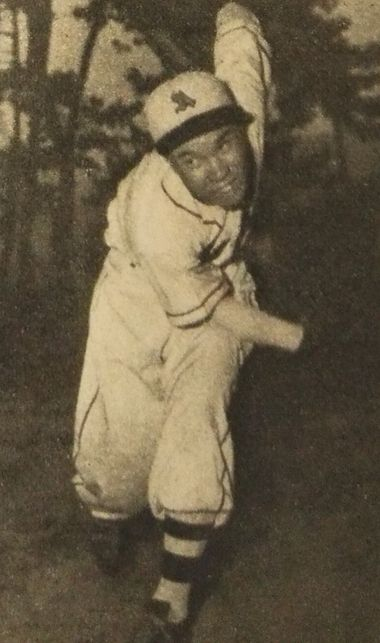
芦屋高校時代

当時スポーツの花形であった野球をするのは男子のステータスの一つであり、植村もその波に乗っかった。ボール一つに不自由した時代でもあり、芦屋高校で野球部に入ると「白球を触るだけでうれしかった」という。ボール拾いの際に1球こっそり持ち帰り、裸電球の下、自宅そばの土壁に当てて投球練習をした。この積み重ねが豪速球とドロップを生み出し、その後の人生も変えていった。
杉谷和男（大映）の1学年下、本屋敷錦吾（阪急・阪神）の1学年上で、2年次の1951年夏から3回連続で甲子園に出場。初出場の選手権では準々決勝に進出するが、怪童・中西太を擁する高松一高に敗退。同年秋の広島国体では決勝に進むが、広島観音高に敗退。この大会の準々決勝ではエース・大田垣喜夫を擁する尾道西高を相手にノーヒットノーランを記録する。3年次の1952年の選抜では、2回戦で平安高に敗れる。同年の選手権は準々決勝で森永勝治を擁する柳井商工を完封するなど順調に勝ち進み、決勝では八尾高の木村保に投げ勝ち初優勝を飾る。夏の甲子園は34回大会から選手のユニホームに背番号を付けるようになり、1番を背負いエースとしてチームを牽引した植村は三振の山を築き、危なげない展開でチームを頂点に導いた。当時の新聞は、豪速球と懸河のようなドロップを投げる植村は高校球界の大物、などと記している。同年秋の東北3県国体にも出場。決勝に進むが盛岡商に敗れ、2年連続準優勝に終わる。

### 現役時代
1953年に毎日オリオンズへ入団。エースナンバー18を付け、桑田真澄（巨人）・松坂大輔（西武）・田中将大（楽天）ら高校からプロに入った甲子園優勝投手が付ける傾向にある背番号18の元祖であった。1年目の開幕直後から一軍で先発として起用され、3月30日の開幕5戦目の東急戦（川崎）で初先発し、5回まで投げるが降板。チームは延長11回にサヨナラ勝ちしたが、勝利投手になれなかった。シーズン中盤には4連敗するなど失速して同年は1勝に終わるが、9月17日の近鉄戦（後楽園）で初勝利を挙げている。
1954年は力を付けはじめて9勝を記録。
1955年にはチーム最多の50試合登板で初の2桁となる17勝、同僚の中川隆に次ぐリーグ2位の防御率2.13と好成績を記録。オールスター初出場も果たす。
1956年には2年連続2桁で自己最多の19勝を挙げ、最高勝率のタイトルを獲得。
1957年3月30日の西鉄ライオンズとの開幕戦（平和台）では柴田英治と並ぶプロ野球最少投球数の71球で完投勝利を収めるが、前年初の日本一に輝いた西鉄を相手に、投球内容は2安打4三振無四球の1失点であった。プロ野球史上9回完投の球数としては最少記録であり、初回から4回まで全イニング1桁投球の計23球。5回に初めて13球を要したが、ここまでノーヒット投球。6回に先頭の日比野武の代打・玉造陽二が左前打を放って大記録は夢となってしまったが、その後も気落ちせずに快調な投球を続け、8回終了時にはまだ60球であった。9回に完封と新記録まであと1人となったところで高倉照幸を迎えたが、植村のストレートだけに的を絞り、見事初球を仕留めて左翼席へ本塁打を放った。次打者の河野昭修をカウント2-0と追い込むと、捕手のサインはカーブで植村は首を横に振ったが、高めに1球ストレートで外しボールで新記録はなくなった。タイ記録の71球目は、うなずかなかったカーブがアウトローで決まっての見逃し三振であり、初の開幕投手で幸先の良いスタートを切った。最初で最後の開幕投手で最高の結果を残したが、後年植村は「記録を知っていたら、最後2-0から外さなかった」と悔しがった。コントロールが良い植村が投げる時は「試合が早く終わる」と野手陣に好評で、この試合も1時間44分という早さで終わった。
1959年には3年ぶりで自身最後の2桁となる14勝と復活し、4年ぶり2度目のオールスター出場も決め、チームの2位浮上に貢献。
1960年には再び故障し、チームは10年ぶりのリーグ優勝を果たすが、大洋との日本シリーズでは登板が無かった。
1961年はリリーフでの登板が主となる。7月9日の東映戦（駒澤）に中西勝己・若生智男の3番手で1勝目、同12日の阪急戦（後楽園）にディック・ディサの2番手で2試合連続勝利を挙げ、これが現役最後の勝利となった。9月27日の阪急戦（後楽園）に三平晴樹の2番手で投げたのが最終登板となり、同年オフに26歳で現役を引退。

### 引退後
引退後は指導者としての才能が開花し、5球団で36年間にわたり指導者を務めた。
大毎→東京→ロッテ（1962年・1964年・1969年 - 1970年・1999年 - 2000年二軍投手コーチ, 1963年・1965年 - 1968年・1971年 - 1973年・1989年 - 1991年・1997年一軍投手コーチ, 1998年二軍育成投手コーチ）、阪急（1974年二軍投手コーチ, 1975年 - 1978年・1986年 - 1988年一軍投手コーチ）、ヤクルト（1979年一軍投手コーチ）、日本ハム（1980年 - 1983年一軍投手コーチ, 1984年監督）、巨人（1992年 - 1994年二軍投手育成コーチ）で監督・コーチを歴任。コーチ業の合間を縫って、関西テレビ「プロ野球中継&プロ野球ニュース」解説者（1985年）を務めた。
コーチ時代は相手をよく見て、苦手そうなコースを突くという高校時代に培った観察眼が指導に生き、打撃投手として日に650球投げたこともある。後に植村は「150キロを投げる能力のない選手に速球を求めても意味がない。それぞれに見合った指導を大事にしていた」と振り返っており、現在は右手に握力はほとんどなく、肘も少ししか曲がらないため右肩に右手が届かない。空手三段の特技を生かし、投球に空手の呼吸法を生かしたり、股関節や内転筋強化の特殊メニューを考案するなど、自身の体験から裏打ちされた個性的なトレーニング法で知られた。
東京コーチ時代には、1967年のドラフトの1位指名の選択を濃人渉監督から一任され、村田兆治の指名を進言した。また、二軍投手コーチを務めていた1969年6月12日のロッテ-ヤクルト戦（武山）では、8年ぶりに現役投手としてマウンドに立っている。8年ぶりの登板に力んだのか、先頭打者に押し出しの四球で1点を与えてしまうが、次打者を併殺に打ち取り、1死満塁の絶体絶命のピンチを最少の1失点で切り抜け、見事に「選手への手本」を示した。
ロッテ時代には成田文男をエースとして一本立ちさせ、阪急でも山口高志・佐藤義則ら期待のルーキーを早くから一軍で投げられるように指導。1979年に広岡達朗監督に請われてヤクルトの投手コーチに就任した際には、前年オフからの広岡と松園尚巳オーナー、佐藤邦雄球団社長との対立によってチームが混乱しており、前年の日本一から一転して6月以降は最下位を独走する状態であった。そうした中、8月17日の試合前に佐藤社長が植村と森昌彦バッテリーコーチの無期限休養を発表すると、広岡はこの現場介入に激怒して試合の指揮を拒否し辞意を表明。同29日には正式に退団を宣言し、植村も広岡・森と共にヤクルトを去った。
日本ハムでは、埋もれていた工藤幹夫や伸び悩んでいた間柴茂有らを大化けさせ、木田勇にパームボールを教えた 。
1984年には、勇退してフロント入りすることになった大沢啓二前監督の推薦で監督に就任した。長嶋茂雄に監督要請するが長嶋が断りその後も複数の候補者が浮上しては消え、植村は就任要請を「私はその器ではない」と再三固辞していたが、大沢の懇請を断り切れず監督を引き受けた。。春の名護キャンプでは「弱いチームが、よそより多く練習するのは当然」として、休日無しで長時間の通常練習の後に紅白戦と特訓を行い、さらに夕食後には室内練習場で遅くまで夜間練習を課したが、このオーバートレーニングによる慢性疲労が原因でシーズン中に不調に陥る選手が続出した。食事面や生活面にも目を光らせ、緑茶・コーヒー・紅茶・ビールを禁止して烏龍茶・ワインを推奨。夕食にはワカメやジャコ・丸干し料理が並び、日本ハム本社から毎日空輸される差し入れの肉を食べる際には必ず肉と同じ量の野菜を摂る事を義務づけた。選手に人気の鉄板焼きの脇にはマネージャーが立って目を光らせるなど徹底させ、肉だけのおかわりは許さなかった。喫煙は練習中だけではなく、朝食前も禁止にした。これまでおにぎりがメインであった昼食もサンドイッチにスープといった軽食で済ませ、喉を潤す炭酸飲料は排除しジューサーを球場に持ち込んで地元・沖縄産新鮮果物の天然ジュースを飲ませた。パチンコ・スロット・麻雀・テレビゲームに関しては時間制限を与えた。ペナントレースが始まると、戦術面でも自身がコーチを務めていた阪急・上田利治監督の御家芸であった走塁戦術「ギャンブルスタート」を模倣して多用したが上手くいかず、逆にチャンスの場面で相手にアウトを献上した。上田は1970年代後半に、無死または一死の場面で三塁走者に対し、打球がゴロと判ってから走る一般的な「ゴロ・ゴー」だけではなく、バットがボールに当たると同時に走り出す「当たり・ゴー」、さらにはバットに当たる前から走らせる（投球の高さがストライクゾーンにきたら三塁走者がスタートを切る）「ヒット・エンド・ラン」の三種のサインを状況に応じて使い分ける戦術を考案し、これを駆使して貴重な一点をもぎ取っていたが、上記のような局面での「当たり・ゴー」と「ヒット・エンド・ラン」は、打者がライナーを打ってしまった場合等には逆に併殺打になるため、非常にリスクの高い作戦であり、ギャンブルスタートは「円熟した阪急勢でも危険なプレー」だと大沢から注意されたが、植村はこの作戦を続けて失敗を重ねた。大沢は植村がギャンブルスタートにこだわった理由を「自分の色を出したかったのだろう」と推察している。トニー・ソレイタの代わる大砲として期待されたマーシャル・ブラントの不振、高代延博の負傷などで打撃陣が低迷、投手陣も踏ん張る事が出来ず4試合連続2桁失点。こうしたチーム状態のため、日本ハムは5月から最下位に沈んだまま浮上のきっかけも掴めず、近鉄戦で0勝8敗4分と1つも勝てなかった。6月26日からナゴヤで組まれていた近鉄との3連戦で2つ勝てなければ辞任すると腹を決めて戦いに臨んだ。26日は雨天中止も、翌27日は3-3で引き分けると、植村は夜に「成績不振は全て私の責任。ここで決断しないとチームが駄目になってしまう」と、球団取締役強化本部長の大沢に辞意を伝えた。28日に遠征先で緊急会見を開き、監督の座から退く考えを示した。23勝37敗9分で首位の阪急に16ゲーム差を付けられ、3年ぶりの優勝奪回どころか、6年続いてきたAクラスすら難しい状況であった。植村の後任には種茂雅之二軍監督や矢頭高雄ヘッドコーチの内部昇格案もあったが、「周囲の反対を押し切って推したオレに責任がある」と大沢が急遽復帰することになった。植村が辞任した28日の近鉄戦は応急措置として矢頭が指揮を執り、皮肉にもここまで僅か1勝の木田が7安打8四死球を出す乱調ながら完投勝利で、チームの近鉄戦初勝利となった。大沢は「覇気が感じられねぇチームになっちまった。ここは1つチームに喝を入れたい」と、植村辞任から僅か2日後の西武戦（西武）から指揮を執った。新人でドラフト2位の津野浩を先発させると、チームは10点を叩き出して津野は完封勝利を飾る。試合後には「下を向いていても落ちているのは、すずめのエサくらい。前を向かなきゃ」とコメントし、復帰1日にして“大沢節”を炸裂させた。
巨人コーチ時代はキャンプの間、夕食後、毎日のように新人から中堅投手を相手に将棋の対局を続け、相手の性格を掴み、人心掌握に生かしていた。
日本ハム監督退任後も投手育成力を買われ、2000年（65歳）までコーチを歴任し、2001年にはロッテのチーム顧問に就任。2011年までは少年野球・東京ベイボーイズの総監督も務めていた。
2023年5月30日20時12分、多臓器不全のため船橋市内の病院で死去。88歳没。

## 詳細情報

### 年度別投手成績
| 年 度     | 球 団     | 登 板 | 先 発 | 完 投 | 完 封 | 無 四 球 | 勝 利 | 敗 戦 | セ 丨 ブ | ホ 丨 ル ド | 勝 率 | 打 者 | 投 球 回 | 被 安 打 | 被 本 塁 打 | 与 四 球 | 敬 遠 | 与 死 球 | 奪 三 振 | 暴 投 | ボ 丨 ク | 失 点 | 自 責 点 | 防 御 率 | W H I P |
| --------- | --------- | ----- | ----- | ----- | ----- | -------- | ----- | ----- | -------- | ----------- | ----- | ----- | -------- | -------- | ----------- | -------- | ----- | -------- | -------- | ----- | -------- | ----- | -------- | -------- | ------- |
| 1953      | 毎日 大毎 | 9     | 8     | 0     | 0     | 0        | 1     | 5     | --       | --          | .167  | 154   | 34.1     | 30       | 2           | 22       | --    | 0        | 27       | 0     | 1        | 18    | 17       | 4.37     | 1.51    |
| 1954      | 毎日 大毎 | 46    | 18    | 5     | 0     | 0        | 9     | 15    | --       | --          | .375  | 876   | 216.0    | 170      | 8           | 73       | --    | 0        | 128      | 4     | 0        | 67    | 54       | 2.25     | 1.13    |
| 1955      | 毎日 大毎 | 50    | 23    | 5     | 1     | 3        | 17    | 10    | --       | --          | .630  | 900   | 220.0    | 196      | 5           | 61       | 0     | 0        | 146      | 9     | 0        | 71    | 52       | 2.13     | 1.17    |
| 1956      | 毎日 大毎 | 58    | 21    | 6     | 4     | 3        | 19    | 5     | --       | --          | .792  | 925   | 232.2    | 191      | 10          | 37       | 1     | 0        | 161      | 5     | 0        | 75    | 52       | 2.01     | 0.98    |
| 1957      | 毎日 大毎 | 47    | 21    | 4     | 0     | 1        | 8     | 16    | --       | --          | .333  | 744   | 183.1    | 152      | 18          | 43       | 4     | 7        | 124      | 6     | 0        | 70    | 58       | 2.84     | 1.06    |
| 1958      | 毎日 大毎 | 35    | 13    | 4     | 0     | 1        | 3     | 9     | --       | --          | .250  | 532   | 125.1    | 118      | 12          | 29       | 0     | 6        | 82       | 1     | 0        | 63    | 54       | 3.86     | 1.17    |
| 1959      | 毎日 大毎 | 47    | 26    | 5     | 1     | 1        | 14    | 8     | --       | --          | .636  | 739   | 181.2    | 148      | 17          | 40       | 1     | 4        | 126      | 1     | 0        | 67    | 59       | 2.92     | 1.03    |
| 1960      | 毎日 大毎 | 11    | 1     | 0     | 0     | 0        | 1     | 1     | --       | --          | .500  | 77    | 16.0     | 17       | 2           | 8        | 0     | 1        | 11       | 1     | 0        | 16    | 13       | 7.31     | 1.56    |
| 1961      | 毎日 大毎 | 19    | 0     | 0     | 0     | 0        | 2     | 0     | --       | --          | 1.000 | 118   | 30.2     | 25       | 5           | 5        | 0     | 0        | 27       | 0     | 0        | 13    | 11       | 3.19     | 0.98    |
| 通算：9年 | 通算：9年 | 322   | 131   | 29    | 6     | 9        | 74    | 69    | --       | --          | .517  | 5065  | 1240.0   | 1047     | 79          | 318      | 6     | 18       | 832      | 27    | 1        | 460   | 370      | 2.69     | 1.10    |

- 各年度の太字はリーグ最高
- 毎日（毎日オリオンズ）は、1958年に大毎（毎日大映オリオンズ）に球団名を変更

### 通算監督成績
- 67試合 21勝37敗9分 勝率.362

### タイトル
- 最高勝率：1回 （1956年）

### 記録
- オールスターゲーム出場：2回 （1955年、1959年）

### 背番号
- 18（1953年 - 1961年）
- 62（1962年）
- 63（1963年 - 1965年）
- 53（1966年 - 1972年）
- 83（1973年、1997年 - 2000年）
- 60（1974年 - 1978年、1984年）
- 73（1979年）
- 81（1980年 - 1983年）
- 80（1986年 - 1991年）
- 86（1992年 - 1994年）